# 新潟市立東特別支援学校
新潟市立東特別支援学校（にいがたしりつ ひがしとくべつしえんがっこう）は、新潟県新潟市東区海老ヶ瀬にある公立特別支援学校。小学部と中学部があり、また、文部省指定特殊教育実験学校に選ばれたこともある。

## 沿革
- 1978年（昭和53年）8月12日 - 新潟市立養護学校設置問題協議会を発足
- 1980年（昭和55年）2月4日 - 新潟県教育委員会より設置認可がおりる
- 1980年（昭和55年）4月15日 - 開校式・入学式を挙行
- 1981年（昭和56年）3月15日 - 校歌制定・校旗樹立
- 1999年（平成11年） 10月30日 - 創立20周年記念式典を挙行
- 2010年（平成22年）4月1日 - 新潟市立東特別支援学校に改称

## 教育目標
- じょうぶな体にしよう。
- 自分のことは、自分でしよう。
- みんなとなかよくしよう。

### 学部の教育目標
- 《小学部》いっぱい遊ぼう。
- 《中学部》できることは自分でしよう。

## 学校行事
※以下に掲載されている行事は学校全体で行われる。

### 1学期
- 新任式・始業式・入学式
- 身体測定
- 創立記念日
- 全校保護者会
- 学級懇談会
- PTA総会
- 尿検査・眼科検診・歯科健診・内科検診
- 避難訓練
- 介護等体験
- なかよし運動会
- 授業参観日
- 耳鼻科検診
- 期末懇談会
- 夏祭り
- 終業式
- 心臓病検診

### 2学期
- 始業式
- 身体測定
- 介護等体験
- 大運動会
- 教育実習授業参観日
- 避難訓練
- 交流教育
- 学習発表会
- 期末懇談会
- 終業式

### 3学期
- 始業式
- 身体測定
- 作品展
- 授業参観日
- 一日入学
- 避難訓練
- 期末懇談会
- 終業式
- 卒業式
- 離任式

## 交通
- 新潟駅万代口バスターミナル10番線・万代シテイバスセンター5番線から新潟交通バスの下記系統を利用
  - 「E31 河渡線 松崎・下山スポーツセンター」行で「東特別支援学校前」下車後すぐ
- 新潟駅万代口バスターミナル11番線・万代シテイバスセンター1番線から新潟交通バスの下記系統を利用
  - 「E42 大形線 大形本町・津島屋」行で「東特別支援学校前」下車後すぐ